# Felipe de Liaño

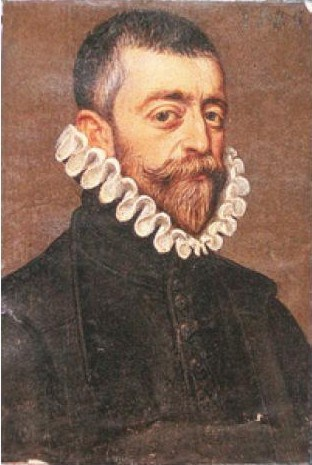
Retrato de Cristóbal Mosquera Figueroa, óleo sobre naipe pegado a la ejecutoria de hidalguía, 1587, Madrid, colección Eduardo Jiménez Carlé.

Felipe de Liaño (fallecido c. 1600), fue un pintor español, discípulo de Alonso Sánchez Coello y especializado en la pintura de retratos hechos en pequeño formato que en su época fueron muy estimados, por lo que Antonio Palomino dice que fue conocido como Tiziano pequeño.
Pocos datos hay seguros de su vida y ninguna obra que se le pueda asignar con certeza, pero son numerosos los testimonios literarios que aluden a la excelencia de sus retratos y a su fama como retratista de Felipe II.

## Reconocimiento literario
El primero en hacer mención de él quizá sea Cristóbal Mosquera de Figueroa, quien dedicó en 1586 un opúsculo a la solicitud de un retrato de Álvaro de Bazán por el emperador Rodolfo II, titulado descriptivamente: El conde Trivulcio, caballerizo mayor de la emperatriz, pidió al excelentísimo marqués de Santa Cruz su Retrato y Armas, por orden de la magestad del emperador Rodolpho segundo… Y a esta ocasión se hizo el presente Elogio o Comentario.
Mosquera, probablemente amigo de Liaño, quien le hizo un retrato utilizado por Francisco Pacheco para su Libro de retratos, mencionaba allí un retrato de Álvaro de Bazán, «que yo vi feliçemente delineado y colorido por mano del ingenioso Phelipe de Liaño, año 1584». 
La amistad con Lope de Vega también parece acreditada por las varias ocasiones en las que el poeta citó elogioso al pintor capaz de triunfar sobre la naturaleza. Así, en La Dorotea, Julio, reprocha al enamorado Fernando maltratar despechado el retrato de Dorotea: 

¿Qué te ha hecho esa divina pintura? Respeta en ese naipe los pinceles del famoso Felipe de Liaño; que no es justo que prives al arte de este milagro suyo, ni des este gusto a  la envidia de la naturaleza, celosa de que pudiese no sólo ser imitada en sus perfecciones, sino corregida en sus defectos.

Envidia de la naturaleza a la que volvió a referirse en el «Epitafio» dedicado al pintor y publicado con las Rimas ya en 1602:

Yo soy el segundo Apeles
En color, arte y destreza:
Matóme naturaleza
Porque le hurté los pinceles.
Que le di tanto cuidado,
Que si hombres no pude hacer,
Imitando hice creer
Que era vivo lo pintado.

Más noticias del pintor se obtienen de diversos inventarios y del Arte de la Pintura de Francisco Pacheco. En 1632, al hacer el inventario de la colección de pinturas de Pedro Lasso de la Vega, conde de los Arcos, Juan Bautista Maíno recogía en una entrada «19 retratos de diferentes personas, entre ellos un original, que es de estima de Juanillo el Truhan q lo hizo Felipe Liaño retratador del Rey Felipe II».
Pacheco, por su lado, tratando de los mejores retratistas, escribió en el Arte de la Pintura haber visto retratos grandes de Alonso Sánchez Coello «y de su discípulo Felipe de Liaño, los pequeños, que son de grande estima». Por su correspondencia con el pintor vallisoletano Diego Valentín Díaz sabemos que éste le envió un retrato de Liaño (del que ya en el inventario de sus bienes hecho en 1617 aparecía un autorretrato) junto con los de Berruguete y (Gregorio) Martínez. A pesar de tenerlo en estima, no lo incluyó en la parte conservada de su Libro de retratos, pero sí debió de hacer un dibujo a partir de él, actualmente perdido, que a fines del siglo XVIII estaba en poder de Ceán Bermúdez. Éste se lo pasó a Francisco de Goya para que lo copiase con destino a las ilustraciones que se proponía incluir en su Diccionario, lo que finalmente no tuvo efecto, pero el dibujo a lápiz rojo hecho por Goya, con la inscripción «Felipe Liaño Pint.», se ha conservado (colección particular). Otro dibujo a lápiz negro, anónimo de hacia 1650, con la inscripción en capitales «Felipe Liaño sv retrato» guarda la Hispanic Society of America, con significativas diferencias respecto del dibujo de Goya aun cuando la procedencia, el Libro de retratos de Pacheco, parece la misma.
El también pintor y tratadista Jusepe Martínez en sus Discursos practicables del nobilísimo arte de la pintura, elogiando su singular talento como «retratador en pequeño», informaba de que había enseñado su arte a una hija suya, que casi igualó al padre. Antonia, aquella supuesta hija, quizá hermana, casó en 1584 con Jerónimo Sánchez, medio hermano de Alonso Sánchez Coello.

## Atribuciones
Hasta el año 2000 ninguna obra segura de su mano se conocía, ya fuese de los pequeños retratos que le dieron fama o de las obras que pudiera hacer en mayor formato, siendo su habilidad «muy general» según decía Palomino. Esa ausencia de obras seguras hizo que resultasen especulativas todas las atribuciones intentadas, algunas de las cuales deben además ser descartadas por su fecha tardía, permaneciendo así su figura artística en una «inconcreta nebulosa».
Entre las obras alguna vez atribuidas puede destacarse la que le hizo Pedro de Madrazo, director del Museo del Prado, del Retrato de la Infanta Isabel Clara Eugenia con Magdalena Ruiz junto con el retrato en busto de la misma Magdalena Ruiz, loca de la princesa doña Juana de Portugal, con toca blanca. Finalmente en el año 2000 se dio a conocer un pequeño retrato firmado por Liaño de Cristóbal Mosquera de Figueroa, en naipe, pegado a la ejecutoria de hidalguía; la autoría se confirma además por la copia que de este retrato hizo Francisco Pacheco para su Libro de descripción de verdaderos retratos, donde declaraba haberlo sacado de un original de Liaño.